# Ernst Neißer
Ernst Neißer (* 16. Mai 1863 in Liegnitz, Provinz Schlesien; † 4. Oktober 1942 in Berlin) war ein deutscher Internist. Er war Bruder des Bakteriologen Max Neisser und der Dermatologe Albert Neisser war sein Onkel.

## Leben
Neißer besuchte das städtische Gymnasium seiner Heimatstadt, das er Ostern 1883 mit dem Abitur verließ. Er studierte an der Friedrich-Wilhelms-Universität zu Berlin, der Universität Breslau, der Albert-Ludwigs-Universität Freiburg und der Ruprecht-Karls-Universität Heidelberg Medizin. In Heidelberg bestand er im Februar 1888 das Staatsexamen. Im April desselben Jahres wurde er in Berlin zum Dr. med. promoviert. Die Doktorarbeit hatte er bei Paul Ehrlich in der Medizinischen Klinik der Charité  geschrieben. Nach dem Staatsexamen war er mehrere Monate am Hygienischen Institut bei Robert Koch und Carl Fraenkel tätig. Am 1. April 1890 wechselte Neißer zu Ludwig Lichtheim in Königsberg. Bei ihm habilitierte er sich 1893 für Innere Medizin.

### Stettin
Das Städtische Krankenhaus Stettin wählte Neißer am 1. April 1895 zum Chefarzt der Inneren Abteilung. Wissenschaftlich orientiert, wurde er 1905 zum Professor ernannt. Neißer war 36 Jahre (bis 1931) im Amt. Er erweiterte die Medizinische Klinik von 160 auf 400 Betten und etablierte ein eigenes chemisches Labor. Anfangs widmete er sich vor allem bakteriologischen Fragen und den Infektionskrankheiten. Er richtete eine Untersuchungsstation für Diphtherie ein und befasste sich mit dem in Stettin grassierenden Typhus. Mit seinem Oberarzt Hermann Bernhard Braeuning regte er die Gründung von spezialisierten Krankenhäusern für Patienten mit Tuberkulose an. Das 1915 eröffnete Tuberkulosekrankenhaus Hohenkrug  geht auf seine Pläne zurück. Er befasste sich zudem mit der perniziösen Anämie, der Bleivergiftung, der Arsenintoxikation und den Stoffwechselstörungen, besonders dem Diabetes mellitus.

### Ruhestand in Schlesien und Berlin
68-jährig beendete Ernst Neißer seine klinische Tätigkeit in Stettin. In der für ihn am 6. Januar 1931 veranstalteten Abschiedssitzung des Wissenschaftlichen Vereins und des Vereins der Ärzte der Stadt Stettin meinte er: 

„Was uns von der Universitätsklinik unterscheidet, ist, dass hier nicht gelehrt, sondern gelernt wird. Nicht was wir wissen, sondern das, was wir nicht wissen, beschäftigt uns.“

Im Ruhestand leitete er im niederschlesischen Altheide Bad ein Sanatorium, das er 1933 auf Druck der Nationalsozialisten verlassen musste. Er lebte fortan in Berlin und führte bis 1938 eine kleine Praxis. Als die Verfolgungen durch die Nationalsozialisten zunahmen, versuchten Freunde in Schweden mit Unterstützung durch Karl Bonhoeffer und Otto Hahn zunächst erfolglos, dem Ehepaar Neißer eine Ausreise aus Deutschland zu ermöglichen. Die aus Stettin stammende Künstlerin Edith Junghans-Hahn und ihr Ehemann, der Chemiker und Atomforscher Otto Hahn, pflegten eine Freundschaft mit dem Ehepaar Neißer. In Folge einer seelischen Erkrankung nahm sich Neißers Ehefrau Margarethe geb. Pauly im Oktober 1941 in der Kuranstalt Westend in Berlin-Charlottenburg das Leben. Am 30. September 1942 erfuhr Ernst Neißer von seiner bevorstehenden Deportation in das Ghetto Theresienstadt. Die Nachricht über ein Einreisevisum nach Schweden kam zu spät. Nach der Einnahme eines überdosierten Schlafmittels starb er mit 79 Jahren im Jüdischen Krankenhaus Berlin.
Der Medizinhistoriker Erwin Heinz Ackerknecht, der 1926 bei Ernst Neißer in der Inneren Medizin famuliert hatte, rühmte Neißer als „hochkompetenten Kliniker“ und Menschenfreund. Neißer liebte die Musik und war ein begabter Klavierspieler.

## Nachfahren
Der Sohn Peter starb 1929 mit 23 Jahren in Heidelberg. Die Tochter Susan Vogel überlebte den Holocaust. Der Kunsthistoriker Hans Vogel war Neißers Schwiegersohn.